# Omega Men
Gli Omega Men sono un gruppo di supereroi extraterrestri dei fumetti dell'universo DC Comics, creati da Marv Wolfman e Joe Staton nel giugno 1981 su Green Lantern n. 141.
Dopo qualche apparizione su Green Lantern, Action Comics e The New Teen Titans, gli Omega Men diventarono protagonisti di una propria serie regolare che durò 38 numeri dall'aprile 1983 al maggio 1986. I primi curatori della serie furono lo scrittore Roger Slifer e il disegnatore Keith Giffen, che crearono sul numero 3 il mercenario czarniano Lobo; successivamente le redini della serie passarono agli scrittori Doug Moench e Todd Klein e ai disegnatori Tod Smith, Shawn McManus e Alex Nino.
Gli Omega Men sono apparsi nelle miniserie Adam Strange (8 numeri, 2004) e La guerra Rann-Thanagar (6 numeri, 2005). Nel 2006 è uscita una loro miniserie di 6 numeri scritta da Andersen Gabrych e disegnata da Henry Flint.